# Elisabeth Catharina Felicitas von Hessen-Rotenburg

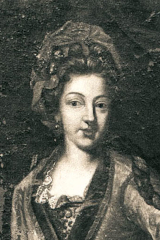
Elisabeth Catharina Felicitas von Hessen-Rotenburg

Elisabeth Catharina Felicitas von Hessen-Rotenburg (* 4. Februar 1677 auf Burg Rheinfels; † 15. Mai 1739 in Diez) war eine landgräfliche Prinzessin aus dem Haus Hessen und durch Heirat Fürstin von Nassau-Hadamar.

## Leben
Elisabeth Catharin Felicitas wurde als Tochter des paragierten Landgrafen Wilhelm I. von Hessen-Rotenburg und dessen Gemahlin Maria Anna von Löwenstein-Wertheim (* 1652) geboren und wuchs zusammen mit ihren Geschwistern Ernst II. Leopold, Marie Eleonore, Johannetta (1680–1766) und Ernestina (* 1681) auf. 
Am 18. Oktober 1695 heiratete sie in Lovosice (Böhmen) den Fürsten Franz Alexander von Nassau-Hadamar. Der Ehe entstammten die Kinder: 
- Elisabeth (1698–1724, Nonne in Thorn und Essen),
- Joseph Hugo (1701–1708, Erbprinz) und
- Charlotte Wilhelmine (1703–1740, ⚭ am 29. September 1721 Jean Philippe Eugène de Merode-Westerloo (1674–1732)).

Die Ehe verlief nicht glücklich. Bereits 1705 trennten sich die Ehegatten. Anlass für die Spannungen zwischen den beiden soll Elisabeths Schwester Ernestine gewesen sein. Nachdem diese in ein Kloster eingetreten war, fanden die beiden trotz Vermittlungsversuchen von Johann Hugo von Orsbeck, Wetzlarer Kammerrichter und Trierer Fürstbischof, sowie Kaiser Joseph I. nicht mehr zueinander. Elisabeth lebte fortan getrennt von den Kindern meist im Schloss Mengerskirchen. Ein Aussöhnungsversuch ihres Mannes am 23. Oktober 1708 in Hadamar scheiterte. Sie kamen noch einmal in Hadamar zusammen, als ihr Sohn, der Erbprinz Joseph Hugo (1701–1708), gestorben war.
Nach dem Tod Franz Alexanders, mit dem die Linie Hadamar erlosch, gab es einen erbitterten Streit mit den nassauischen Erben um Elisabeths Apanage.
1727 heiratete sie in Nürnberg den verwitweten kaiserlichen Grenadierhauptmann und Kämmerer Reichsgraf Anton Ferdinand von Attems. Bereits 1731 trennten sie sich wieder.
Elisabeth war Sternkreuz-Ordensdame und fand im Franziskanerinnenkloster St. Martin (bei Boppard) ihre letzte Ruhestätte.